# Stenomacrus groenlandicus
Stenomacrus groenlandicus är en stekelart som beskrevs av Jussila 1996. Stenomacrus groenlandicus ingår i släktet Stenomacrus och familjen brokparasitsteklar. Inga underarter finns listade i Catalogue of Life.